# いて座ストリーム
いて座ストリーム (Sagittarius Stream) は、天の川銀河の周囲をほぼ極軌道に沿って囲んでいる、恒星によって構成された長く複雑な構造である。いて座矮小楕円銀河が数十億年かけて天の川銀河と融合していく過程において潮汐作用によって剥がされた恒星が線状に連なっている。
この恒星ストリームは、天の川銀河の球状星団の分布を分析したドナルド・リンデン＝ベルらによって1995年に提唱された。実際の構造は、2002年のNewbergらや2003年のMajewskiらによって、2MASSやSDSSのデータから確認された。2006年、Belokurovらは、いて座ストリームが2つの分岐を持っていることを発見した。